# Курлянд, Давид Михайлович
Дави́д Миха́йлович (Ме́нделевич) Ку́рлянд (при рождении Ду́вид Ме́нхенович Курлянд; 1 февраля 1913, Одесса — 28 января 1993, там же) — подполковник советской милиции, сотрудник одесского уголовного розыска. Известен по своему активному участию в разработке и осуществлении операций по задержанию особо опасных преступников и разгроме банд, орудовавших в послевоенной Одессе. Является одним из прототипов Давида Марковича Гоцмана, главного героя сериала «Ликвидация».

## Биография

### Происхождение и ранние годы
Родился 1 февраля (по старому стилю) 1913 года в Одессе, в районе Молдаванка. Отец — виленский мещанин Менхен Овсеевич Курлянд (1872—1921), печник-строитель; мать — Хьена Эльяш-Давидовна Курлянд (в девичестве Онаборд, 1874—?). В семье были братья Элья (1899), Бер (1903), Иегошуа (1906), Меер (1908) и сестра Хана (в замужестве Либерман, 1898—?). Родители заключили брак в Вильне 2 июля 1897 года и переехали в Одессу с двумя старшими детьми до 1903 года.
Семья проживала в доме 37 по улице Садиковской на Молдаванке. В возрасте 7 лет Давид потерял отца и был отдан в детский дом: жил в доме 8 на Малом переулке (ныне переулок Маяковского) и в доме 20 по улице Пишоновской (ныне улица Ковалевского). В детских домах прожил около трёх лет, пока старший брат не был демобилизован из Красной армии и не забрал Давида. За время жизни в детских домах Давид стал свидетелем разгула преступности, хозяйничавшей в Одессе во время Гражданской войны, начиная от воров-карманников и заканчивая бандами налётчиков. Считается, что эти воспоминания стали одной из причин последующего решения Курлянда работать в органах и бороться против преступности.
Давид работал с 13 лет: сначала как сапожник, позже, окончив школу фабрично-заводского ученичества, как печник в Трубуправлении, ремонтируя дымоходы и крыши, а также занимаясь кладкой печей на заказ. С 1932 года работал завхозом на соевом заводе, а с конца 1933 по 1 февраля 1934 года был начальником ОРСа суконной фабрики имени И. В. Сталина. Какое-то время трудился в управлении пожарной охраны. Состоял в комсомоле.

### Начало работы в милиции
В начале 1930-х годов комсомол направил Давида Курлянда в добровольную народную дружину: в ней он служил в составе специальной группы, активно помогавшей милиции обезвреживать опасных преступников. Как хорошо зарекомендовавшего себя в дружине, Курлянда 1 февраля 1934 года направили по комсомольской путёвке в Одесский уголовный розыск, назначив его на должность помощника уполномоченного. Именно там Давид и начал свою карьеру сотрудника милиции. По воспоминаниям свидетелей, Курлянд не ограничивался составлением формального протокола, а вёл длительные беседы с потерпевшими и шёл с ними на место преступления.
За несколько лет Курлянд прошёл путь от помощника уполномоченного до старшего оперуполномоченного. Он постоянно участвовал в составлении планов операций по захвату преступников и обезвреживанию банд, а также сам принимал участие в этих захватах. Несмотря на потери милиционеров убитыми и ранеными во время задержаний, сам Курлянд ни разу не был ранен, хотя в первые же дни его работы бандитами были убиты двое сотрудников уголовного розыска. За ум и проницательность, проявляемые на службе, коллеги называли Курлянда «профессором по борьбе с бандитизмом», а уголовники — «одесским волкодавом», поскольку он доводил большинство дел до суда и добивался вынесения соответствующих приговоров по этим делам.
В 1941 году Курлянд поступил в Центральную Высшую школу НКВД СССР, однако не смог приступить к учёбе из-за начавшейся войны.

### Во время войны
Весть о вторжении гитлеровцев в СССР Давид Курлянд получил, когда участвовал в операции по задержанию преступника. На протяжении двух с половиной месяцев Курлянд участвовал в обороне Одессы, прежде чем его заставили эвакуироваться из города. Его семью эвакуировали на последнем оставшемся судне, но отплыло оно только после того, как на судно попал сам Курлянд. Семья направилась в эвакуацию в Узбекистан. Один из братьев Давида, Моисей, в 1942 году умер в эвакуации в Ташкенте; второй брат, Евсей, погиб во время обороны Одессы. Мать Анна Давидовна и сестра Полина с детьми были убиты румынами в одесском гетто. Из родственников войну пережила только старшая сестра Анна.
В 1941—1943 годах Курлянд находился в распоряжении Ферганского уголовного розыска и вёл борьбу в Узбекской ССР против преступников и дезертиров, которые оказались и среди эвакуированных из города. Высшей его должностью стал пост заместителя начальника республиканского уголовного розыска, который Курлянд занял в возрасте 28 лет. Он был отозван из Узбекистана весной 1943 года и назначен в одну из в прифронтовых опергрупп НКВД. В тот период времени советские войска довольно активно проводили наступательные операции, поэтому в армейских тылах в значительных количествах стали появляться предатели, не успевшие эвакуироваться, а также полицаи и даже специально оставленные агенты противника. Для розыска и задержания этих лиц, а также для помощи отделам СМЕРШа и органам НКГБ в поиске агентуры противника на освобожденных от противника территориях и были сформированы прифронтовые оперативные группы НКВД, основу которых составляли работники уголовного розыска.
10 апреля 1944 года Курлянд въехал на танке в освобождённую от немецких и румынских войск Одессу, осуществляя в первые дни после освобождения охрану порта и других важных объектов.

### Разгромы банд в послевоенной Одессе
В разрушенной войной Одессе орудовали многочисленные диверсионные и преступные группировки, к созданию которых приложили руку разведслужбы вермахта и румынской армии, рассчитывая, что банды будут организовывать саботажи и разжигать панику, распространяя слухи о возвращающихся оккупантах. По словам писателя Михаила Пойзнера, среди личного состава этих группировок были коллаборационисты (в том числе полицаи), снабжённые немцами оружием; уголовники-рецидивисты, которые не отказывались от прежнего образа жизни; уклонявшиеся от призыва личности и дезертиры, многие сверстники и друзья которых погибли во время Ясско-Кишинёвской операции, и даже фронтовики, которые не имели образования и профессии на «гражданке», а умели только стрелять. Уже через 10 дней после освобождения города банда «Чёрная кошка» (главарь — Николай Марущак), в составе которой было 19 рецидивистов, расклеила по городу объявления следующего содержания «Граждане! Ваше хождение по городу — с 8 утра до 20 часов вечера, а с вечера до 8 утра — наше». По вечерам город охватывала волна грабежей, разбойных нападений и убийств: помимо пресловутой «Чёрной кошки», в городе орудовали банды «Додж 3/4», «Одесский Тарзан» и многие другие.
С апреля 1944 года Курлянд возобновил свою работу в Одесском уголовном розыске, и благодаря его усилиям были нейтрализованы банда Игоря Шевцова, организовавшая убийство и ограбление одесского горвоенкома Ивана Ляшко, а также «Додж 3/4», «Одесский Тарзан» и «Чёрная кошка», причастная к 12 убийствам, налётам и ограблениям. По полученной от населения информации сотрудники Одесского угрозыска сжимали кольцо вокруг Марущака, однако он обходил ловушки. Поймать банду помог пойманный сообщник Марущака, которого опознал один из бывших полицаев: он выдал расположение штаба банды, находившегося в пещерах на Куяльницком лимане. Раненого Марущака удалось схватить, однако он успел раскусить ампулу с ядом и покончить с собой. В разгроме банды «Додж 3/4», которая насчитывала 17 человек и которую возглавлял рецидивист со стажем дезертир Павел «Батя» Петров, Курлянд принял непосредственное участие: оперативники вышли на любовницу Петрова по имени Катя и убедили её помочь в поимке бандита. В ходе операции Петрова, который собирался выбраться в Алма-Ату, задержали вместе со всеми его сообщниками. В послевоенные годы на Курлянда и дальше совершались покушения, однако он ни разу даже не был ранен, вследствие чего бандиты прозвали его «Заговорённым».
Считается, что разгром всех этих банд проходил в рамках операции под кодовым названием «Маскарад», которой руководил маршал Георгий Жуков, однако большая часть сведений об операции не рассекречена до настоящего времени. В дневнике Курлянда, включающем информацию обо всех рассмотренных им уголовных делах, эти дела озаглавлены по именам фигурантов, ключевых предметов или событий частично в строгом официальном стиле, а частично в юмористическом (так, встречаются заголовки «Оборотень», «И оружие не помогло», «Случайное задержание», «Неудавшаяся гастроль», «Импортный макинтош», «Яшка-Китайчик», «18-летний Губернатор» и т. д.).

### Дальнейшая служба
В 1948 году Курлянд был назначен заместителем начальника уголовного розыска Одессы, продолжая планирование операций против бандитов и непосредственно в них участвуя. При этом он никогда не внедрялся в банды, готовя других оперативников для внедрения. За свою карьеру Курлянд стал авторитетным сотрудником правоохранительных органов, заработав уважение не только среди одесских горожан, но и даже представителей преступного мира, поскольку не только соблюдал закон, но и всегда сдерживал своё слово — по воспоминаниям современников, Курлянд руководствовался на службе «законом двух П — порядочности и профессионализма». Считается, что стараниями Курлянда многие из уголовников (в том числе рецидивисты) отказались от осуществления дальнейшей преступной деятельности. В 1953 году Давид Курлянд был назначен начальником сначала 2-го, а потом 1-го отдела милицейской службы, в 1960 году — заместителем начальника Одесского уголовного розыска. С 1958 года почти десять лет он читал лекции в Одесской спецшколе милиции МВД СССР.
19 ноября 1963 года Курлянд был уволен из органов внутренних дел на пенсию в звании подполковника (согласно документам, официальное окончание службы датировалось 5 ноября того же года). По воспоминаниям начальника УГРО Октябрьского райотдела Владимира Олейниченко, причиной стала ссора Курлянда с начальником управления городской милиции. Тот спросил Курлянда, известно ли ему что-то об ограблении сбербанка, и получил отрицательный ответ, хотя Курлянд ещё не владел информацией, после чего выразил своё недовольство бездействием Курлянда. В итоге недовольный подполковник написал заявление об увольнении.

### На пенсии
После отставки Курлянд продолжал читать лекции и консультировать работников уголовного розыска, а также собирал материалы о деятельности сотрудников Одесского угрозыска. В 1988 году он опубликовал мемуары («дневник воспоминаний»), который стал экспонатом Одесского музея милиции — в 1970-е годы Курлянд принял активное участие в создании музея, а благодаря его отличной памяти и скрупулёзности в музее удалось собрать уникальные материалы по истории одесской милиции. При этом личное дело Давида Курлянда остаётся засекреченным до настоящего времени.
28 января 1993 года Давид Михайлович Курлянд скончался от инфаркта: за полгода до этого умерла и его жена Надежда. Супруги были похоронены рядом друг с другом на Троицком кладбище (на Овидиопольской дороге у посёлка Дзержинского).

## Семья
В 1932 году Давид Курлянд женился на Надежде Григорьевне Червинской (1912 г.р.), уроженке Заставы, работнице суконного завода. В браке родились двое детей: сын Анатолий (1933—2015), полковник вооружённых сил СССР в отставке (служил более 30 лет, проходил службу в Энгельсе), и дочь Валентина (1941—2003), преподавательница математики в школе и техникуме, депутат районного Совета народных депутатов. Внук — Владимир Курлянд, военный. 27 июня 1963 года Давид Курлянд изменил в своём паспорте отчество «Менделевич» на «Михайлович».
До войны Давид проживал с семьёй в доме 4 по улице Столбовой, который сам выстроил. После войны семья проживала в коммунальной квартире в доме Папудовой на Соборной площади.

## Награды и память
За свою деятельность по борьбе против преступности Давид Курлянд был награждён орденом Красной Звезды в 1954 году, а как участник обороны Одессы в 1941 году отмечен медалью «За оборону Одессы». В 1957 году за операцию по розыску потерявшихся в катакомбах детей Курлянд был представлен к ордену «Знак Почёта», однако так и не получил его — ему лишь объявили благодарность «за находчивость и проявленную инициативу». В 1958 году он был представлен к ордену Красного Знамени, однако в итоге получил только медаль «За безупречную службу» I степени. Отмечен рядом других государственных и ведомственных наград.
В 2007 году на российском телевидении был показан телесериал «Ликвидация», прототипом главного героя которого — Давида Марковича Гоцмана — послужил именно Давид Курлянд, хотя одесситы указывали среди прототипов подполковника Артёма Кузьменко (замначальник управления НКВД в довоенное время), Виктора Павлова (руководитель отдела по борьбе с бандитизмом) и оперативника Якова Флига. Сценарий был написан лишь частично по материалам из дневника Давида Курлянда: ни одно реальное дело из дневника не было воссоздано в сериале. Родственники Курлянда разошлись в оценках: если сын Анатолий заявил, что авторы сериала исказили образ Давида Курлянда, то внук Владимир говорил, что характер был передан максимально точно.
В 2008 году в Одессе был открыт памятник Давиду Гоцману, установленный у входа в областное управление внутренних дел (дом № 12 по улице Еврейской). Открытие памятника было приурочено к Дню украинской милиции, отмечавшемуся 20 декабря. На памятнике изображена подпись «Честь. Мужество. Благородство. Оперативным сотрудникам Одесского уголовного розыска послевоенных лет благодарные одесситы».
В Музее одесской милиции среди экспонатов находятся личные вещи Курлянда — табельный пистолет типа Browning, орден Красной Звезды, медаль «За оборону Одессы» и дневник воспоминаний Курлянда.